# Jean-Philippe Rameau

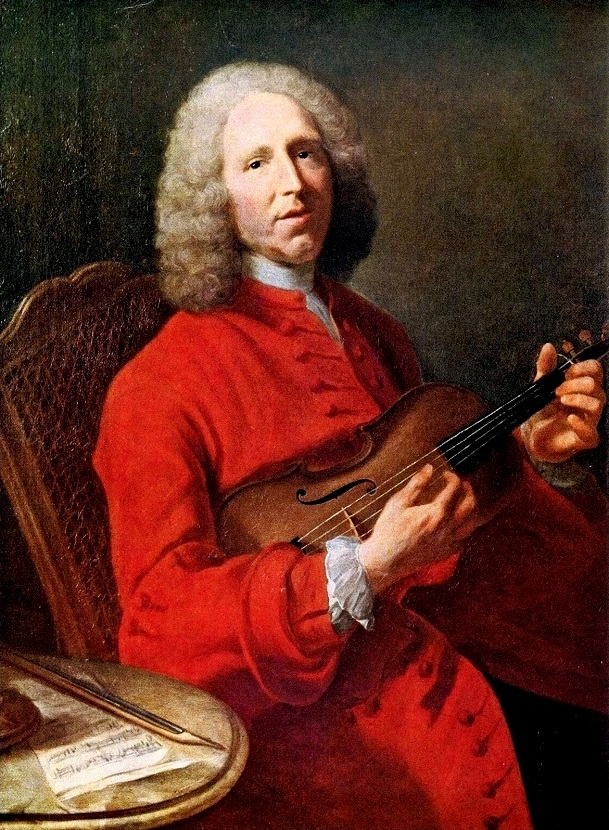
Jean-Philippe Rameau, Gemälde von Camelot Aved

Jean-Philippe Rameau (getauft 25. September 1683 in Dijon; † 12. September 1764 in Paris) war ein französischer Komponist, Cembalovirtuose, Organist und Musiktheoretiker.

## Leben
Rameaus Vater Jean, der erste Musiker der Familie, war Organist an mehreren Kirchen in Dijon, darunter an der Kathedrale Saint-Bénigne. Seine Mutter Claudine de Martinécourt wurde zum niederen Adel gezählt und war Tochter eines Notars. Jean-Philippe kam als siebtes von elf Kindern zur Welt, von denen auch zwei andere musikalisch waren: sein jüngerer Bruder Claude wurde Organist, seine Schwester Catherine spielte Cembalo und war als Musiklehrerin tätig. Claudes Sohn Jean-François ist durch Diderots Roman Rameaus Neffe unsterblich geworden.
Seine erste musikalische Ausbildung erhielt Jean-Philippe durch seinen Vater. Er besuchte eine Jesuitenschule, musste sie jedoch wegen mangelnder Leistungen verlassen. Ungefähr mit achtzehn Jahren unternahm er eine Italienreise, die ihn aber nicht weiter als bis nach Mailand führte. Er wirkte in verschiedenen Städten, als Orchestergeiger und Organist in Marseille, Avignon, Albi, Montpellier, Nîmes und Lyon.
Im Januar 1702 war Rameau vorübergehend als Organist an der Kathedrale von Avignon engagiert. Ab Mai bekam er eine Anstellung als Organist in Clermont, die auf sechs Jahre angesetzt war, von der er aber 1706 nach Paris zog und eng mit Louis Marchand zusammenarbeitete. In diesem Jahr veröffentlichte er seine erste Sammlung Pièces de clavecin. 1706 bis 1709 war er Titularorganist mehrerer Pariser Kirchen, jedoch sind keine Orgelwerke von seiner Hand bekannt.
1709 übernahm er die Stelle seines Vaters als Organist der Kirche Notre-Dame de Dijon. Auch dieser Vertrag war ursprünglich für sechs Jahre ausbedungen, aber schon für Juli 1713 ist Rameaus Anwesenheit in Lyon dokumentiert, von wo er 1715 wiederum auf einen Organistenposten nach Clermont wechselte, der auf 29 Jahre angelegt war. Mehr Informationen über Rameaus Wirken sind erst wieder ab 1722 überliefert, als er sich endgültig in Paris niederließ.

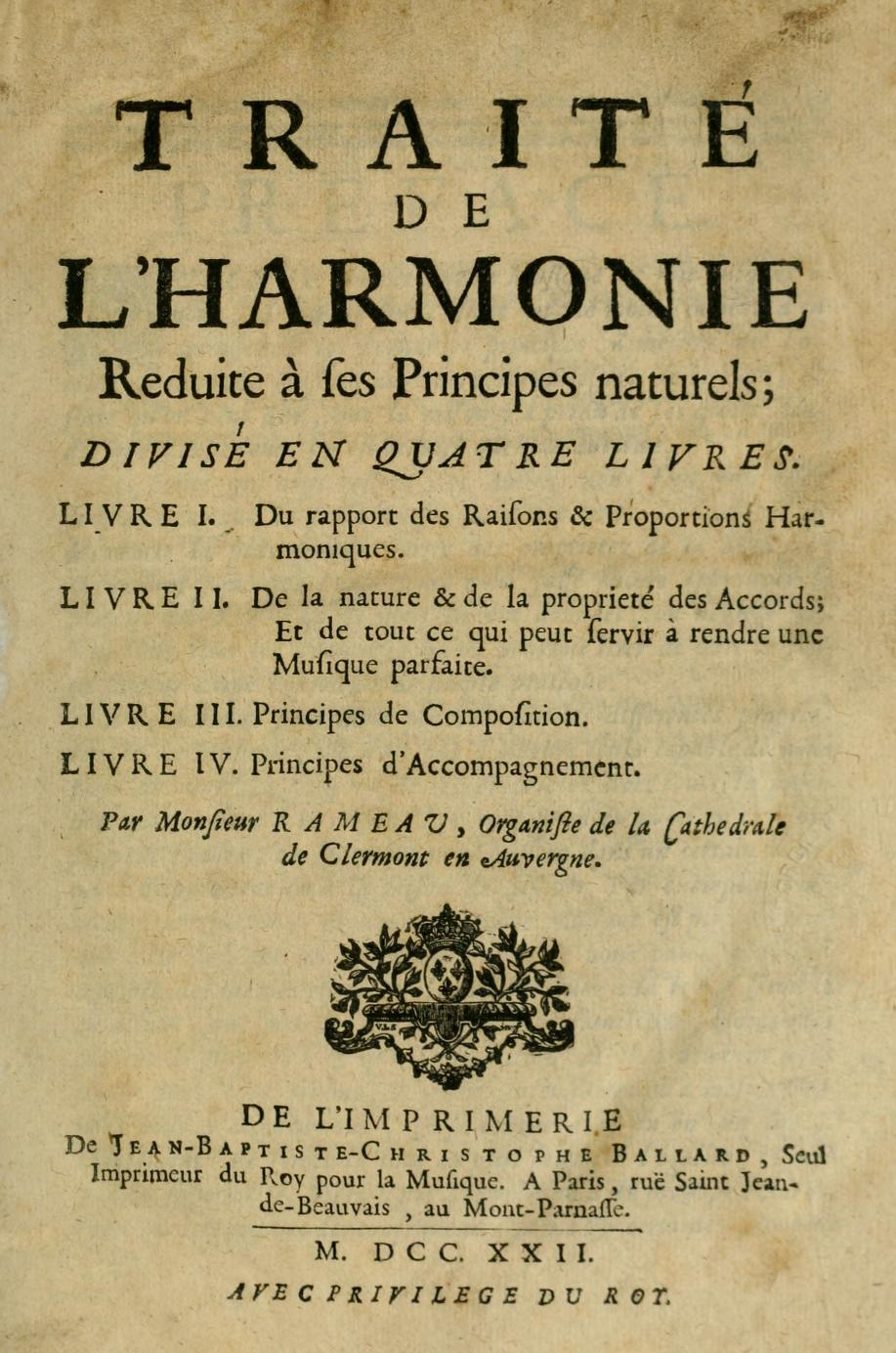
Traité de l’harmonie réduite à ses principes naturels, Paris 1722

Bald darauf wurde sein theoretisches Werk (Traité de l'harmonie réduite à ses principes naturels) in Druck gegeben, das er schon in der Auvergne verfasst hatte. Zusammen mit dem ergänzenden Nouveau Système de musique theorique von 1726 begründete er damit die moderne Musiktheorie für Akkord- und Harmonielehre und erwarb sich einen Ruf als Theoretiker. Vor ihm hatten sich seit der Antike schon viele Autoritäten bis hin zu Johannes Kepler, Christiaan Huygens und Leonhard Euler an einer mathematischen Fundierung der Tonsysteme versucht, jedoch oft in unsystematischer und spekulativer Weise. Rameau versucht im Stile Descartes’, dessen Discours de la méthode er gelesen hatte, sich von den Lehrmeinungen der Autoritäten zu befreien und seine Harmonielehre streng deduktiv zu begründen, basierend auf dem Prinzip la corde est à la corde ce que le son est au son („die Saite verhält sich zur Saite wie der Ton zum Ton“). Er prägte mit „l'accord tonique“ den Begriff Tonika für einen Dreiklang. Auch die Bezeichnungen Subdominante und Dominante gehen auf Rameau zurück, in dessen System sie allerdings einen anderen Sinn als heute hatten. Seine Harmonielehre wird oft auch als Fundamentalbasstheorie bezeichnet.
Am 25. Februar 1726 heiratete er im Alter von zweiundvierzig Jahren die neunzehnjährige Marie-Louise Mangot aus einer Musikerfamilie. Marie-Louise sang später in mehreren von Rameaus Opern. Sie bekam zwei Söhne und zwei Töchter. Jean-Philippe Rameau bewarb sich 1727 um einen Organistenposten, den aber Louis-Claude Daquin bekam. Erst für 1732 ist eine feste Anstellung als Organist dokumentiert, die er mindestens bis 1738 behielt.
Um 1727 begegnete er seinem Mäzen Alexandre Le Riche de La Pouplinière, einem Generalsteuereinnehmer (Fermier Général) des Königs Ludwig XV., der Rameau und Familie in seinem Palast in der Rue de Richelieu wohnen ließ. Für mindestens zwölf Jahre leitete Rameau das Privatorchester seines Gönners, hier konnte er wertvolle Instrumentalerfahrungen sammeln und mit dem Ensemble experimentieren.
Bis zum Alter von fünfzig Jahren beschränkte sich sein kompositorisches Schaffen auf einige Kantaten, Motetten, Bühnenmusiken und drei Sammlungen von Cembalostücken. Die beiden letzten dieser Sammlungen weisen eine große Originalität auf und platzieren Rameau unter die Besten seiner Zunft in Frankreich. 1723 begann eine Zusammenarbeit Rameaus mit dem Schriftsteller Alexis Piron. Er schrieb seine ersten Bühnenmusiken zu vier von dessen Komödien. Allerdings sind keine dieser Kompositionen erhalten geblieben.
Nach mehreren Misserfolgen gelang es Rameau 1733, sein erstes szenisches Werk aufzuführen, das Operndrama Hippolyte et Aricie nach Jean Racines Tragödie Phèdre. Dieses Werk steht in der Tradition von Jean-Baptiste Lully, aber es übertrifft bei weitem den bisher gewohnten musikalischen Reichtum. Ein Zeitgenosse meinte, „diese Oper enthält genügend Musik, um daraus zehn zu schaffen“.
Die „Lullysten“ fanden diese Musik zu modern, während hingegen Rameaus Anhänger, die „Ramisten“, sie genial fanden. Die Uraufführung wurde äußerst zurückhaltend aufgenommen, der Erfolg stellte sich jedoch danach unmittelbar ein. Rameau erntete den höchsten Ruhm und wurde von Ludwig XV. in den Adelsstand erhoben, zum Kabinettskomponisten ernannt und erhielt eine Pension von 2.000 Livres. Opern, heroische Werke, Ballettmusiken folgten, Werk auf Werk, bis zu seinem Tode. Rameau wechselte sehr häufig seine Librettisten, fand jedoch mit seinem Anspruchsdenken keinen, der einen der Qualität seiner Musik entsprechenden Text schreiben konnte. Gleichzeitig war er unermüdlich mit theoretischen Arbeiten beschäftigt und bestrebt, seinen Prinzipien, die später die Grundlage der Harmonielehre bilden sollten, Geltung zu verschaffen.
Im sogenannten Buffonistenstreit zwischen französischer und italienischer Musikrichtung vertrat Rameau die französische Seite. Für die italienische plädierte Jean-Jacques Rousseau in seiner berühmten „Lettre sur la Musique Françoise“ (dem Brief über die französische Musik). Die Kritik richtete sich besonders gegen Rameau. Im Piccinnistenstreit wurde erneut ein Gegensatz zwischen italienischer und französischer Musik heraufbeschworen und diesmal zugunsten eines französischen Opernstils entschieden, für den Christoph Willibald Gluck stand, der „den Platz Rameaus eingenommen“ hatte.

## Vergessenheit und Wiederentdeckung

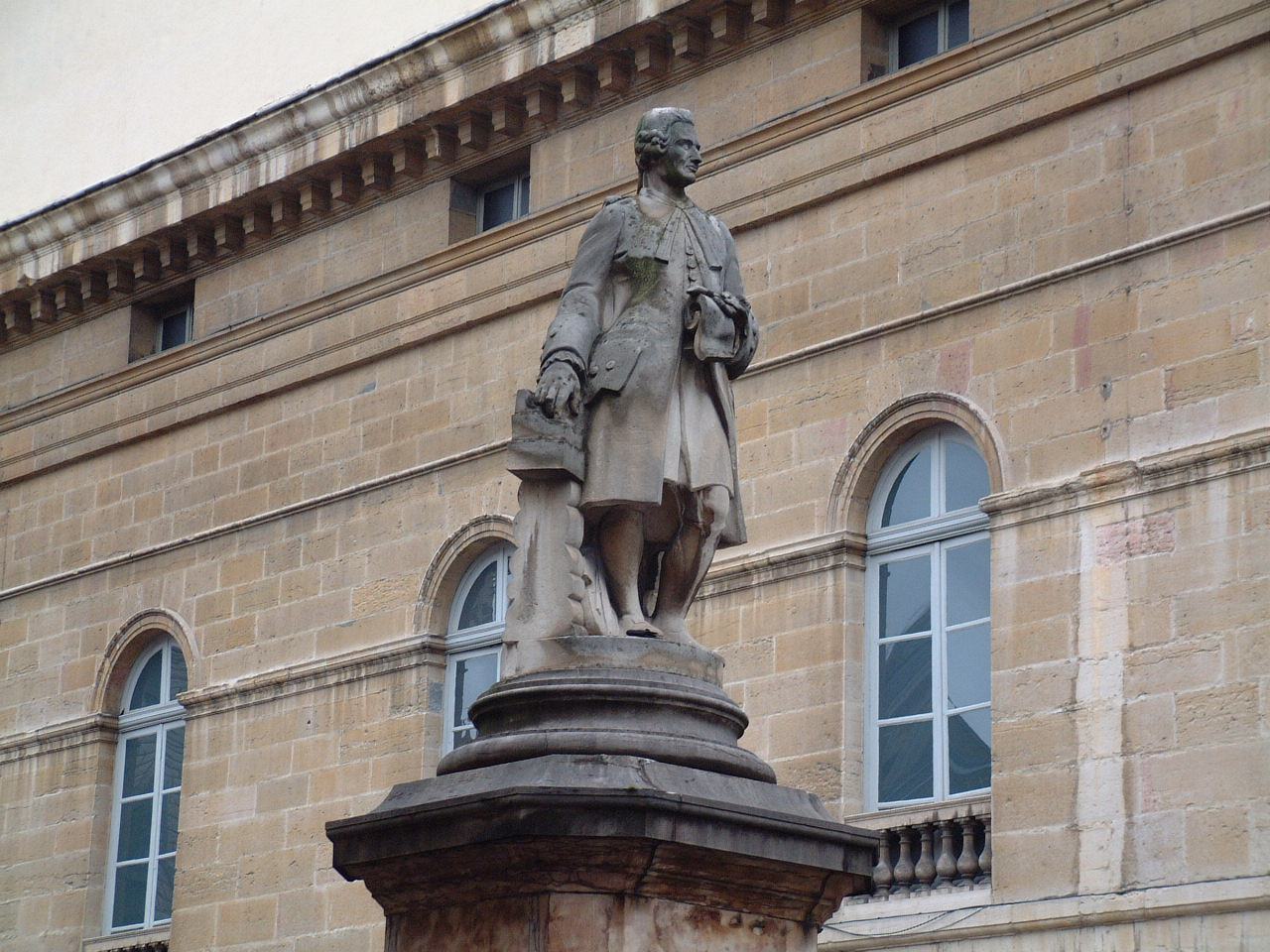
Statue in seiner Heimatstadt Dijon von Eugène Guillaume

Man hat ihm nach seinem Tode große Anerkennung als einem der großen französischen Musiker gezollt, was nicht verhindern konnte, dass seine Opern für 140 Jahre in Vergessenheit gerieten. Zu Beginn des 20. Jahrhunderts wurde erstmals wieder die Ballettmusik La Guirlande aufgeführt. Ein Meilenstein war auch Nikolaus Harnoncourts Aufführung und Einspielung von Castor et Pollux mit dem Concentus musicus Wien 1976. Nach und nach erscheinen seine Werke wieder auf den Spielplänen der Opernhäuser. Die Mehrzahl seiner Werke, ehemals für unspielbar gehalten, ist heutzutage in den Repertoires der berühmtesten Barockensembles zu finden, verständlicherweise besonders in Frankreich. Sein letztes Werk Les Boréades gelangte erst 1982 zur szenischen Uraufführung, nachdem die Proben wegen Rameaus Tod im Jahr 1764 abgebrochen worden waren.

## Musik
Neben den dramatischen Werken macht die Kammermusik einen relativ kleinen, aber bedeutenden Teil von Rameaus Werk aus. Die rund 50 Einzelsätze für Cembalo solo entstanden fast alle vor seinen Opern. Während die erste veröffentlichte Sammlung (1706) eine Suite aus einem Prélude und acht Tänzen enthält, bestehen die beiden anderen Sammlungen (1724 und ca. 1726–28) aus jeweils zwei Suiten. Jeweils die erste der beiden Suiten beginnt mit den traditionellen Tänzen Allemande und Courante, denen eine Mischung von Tänzen und Charakterstücken folgt (Les Tourbillons = Die Wirbelwinde, oder L’Egyptienne = Die Zigeunerin). In dem Stück L’Enharmonique (1728) demonstriert Rameau die poetischen Möglichkeiten der enharmonischen Verwechslung. Obwohl Rameaus Charakterstücke in der Nachfolge von François Couperin stehen, entwickelte er jedoch einen ganz eigenen Stil und ging vor allem technisch weit über Alles hinaus, was man bis dahin (nicht nur) in Frankreich an Virtuosität kannte. Ein Beispiel dafür ist das Stück Les Trois Mains (= die drei Hände), in dem er vom Spieler das Überschlagen der Hände verlangt – den sogenannten „Scarlatti-Griff“. Eine ganze Reihe seiner Cembalostücke verwendete Rameau später in orchestrierter Fassung als Balletteinlagen zu seinen Bühnenwerken, u. a. die Musette en Rondeau und den Tambourin von 1724 in Les Fetes d’Hébé (1739), Les Niais de Sologne (1724) in Dardanus (1739) und Les Sauvages in Les Indes galantes (1735).
Eine ganz eigene Struktur haben die Pièces de clavecin en concert von 1741 für Cembalo, Violine und Gambe (ersatzweise konnten die Instrumente gegen eine Flöte oder eine zweite Violine getauscht werden). Hier handelt es sich nicht um die beliebten Triosonaten, bei denen das Cembalo einen begleitenden Generalbass aussetzt, sondern die Cembalostimme ist das eigentliche Solo-Instrument. Ein Modell für diese Form waren die Pièces de clavecin en sonates (1734) von Mondonville. Die in fünf Suiten mit jeweils drei bis vier Sätzen organisierten Stücke haben teilweise programmatische Titel, teilweise erhielten sie nachträglich die Namen von Personen wie La Pouplinière (Rameaus Mäzen) oder La Laborde (damals sein Schüler).

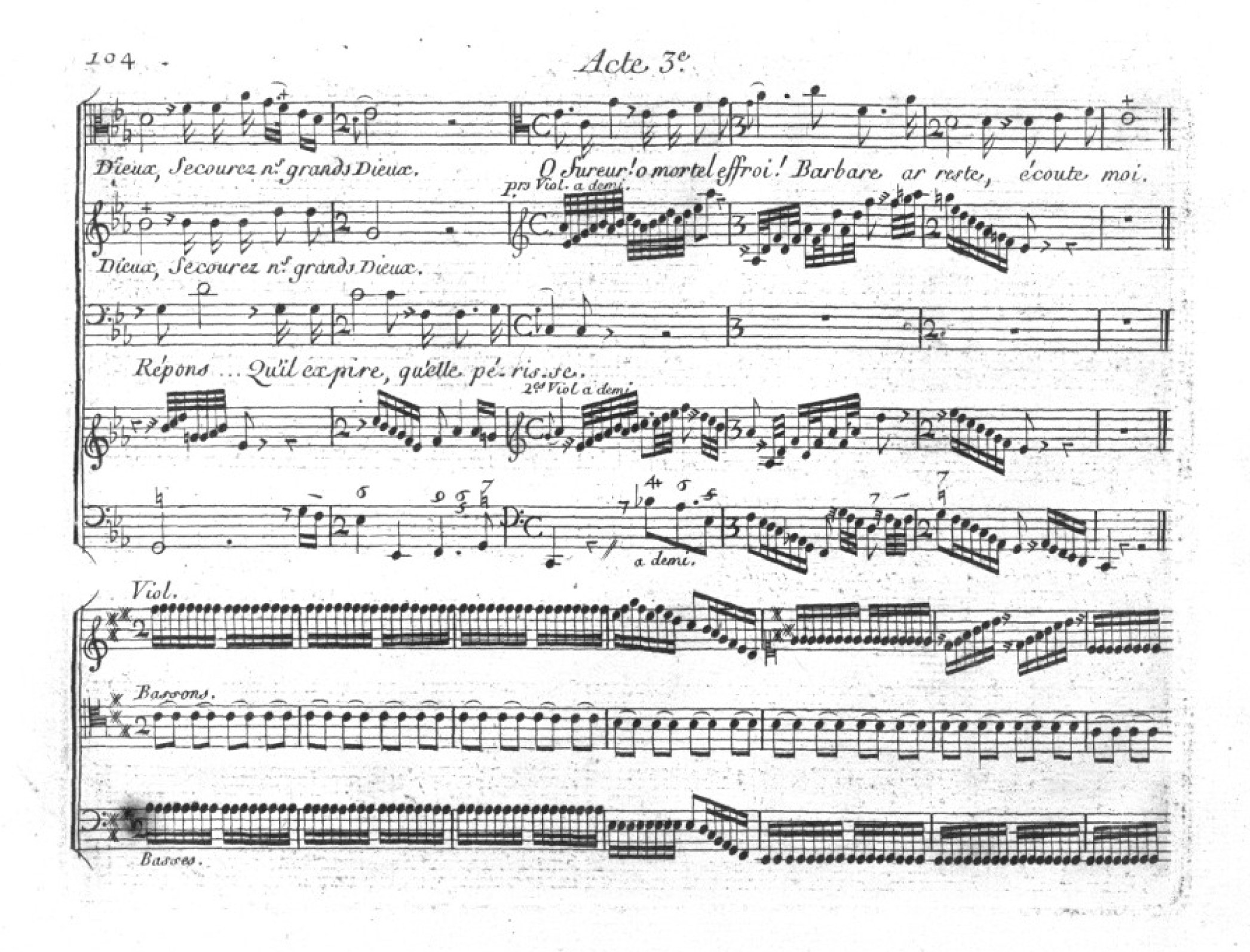
Rameau, Acanthe et Céphise, Akt III, Szene 2 (Ausschnitt)

In seinen Bühnenwerken hielt sich Rameau in der Behandlung des Gesangs normalerweise an die auf Lully zurückgehende Tradition der typisch französischen Deklamation in den Rezitativen und eines syllabischen Gesangs in den Airs (Arien), die manchmal in Form von Tänzen gehalten sind (Menuet, Gavotte, Loure) und dann auch direkt in Ballets übergehen. Nur in wenigen Ausnahmen wich er von diesen strengen Vorgaben ab, dies jedoch immer durch den Text oder dramatisch motiviert, wie es auch vorher durchaus schon vorkam. Ein ungewöhnlich extremes und eigentlich untypisches Beispiel ist die bekannte Arie der Folie (= Wahnsinn, Verrücktheit) „Aux langueurs d’Apollon“ in Platée (1745), eigentlich eine Persiflage auf die italienische Oper, wo er den „Wahnsinn“ der Figur durch „verrückte“ italienische Koloraturen, Sprünge und eine ausgeschriebene Kadenz ausdrückt. Rameau schrieb auch eindrucksvolle Arien und Szenen im tragischen Genre, z. B. den Chor „Que tout gémisse“ (Alles soll seufzen) und die Arie „Tristes apprèts, pâles flambeaux“ der Télaire in Castor et Pollux, mit solistischen Fagotten.
Für die Wirkung seiner Musik spielte das Orchester eine herausragende Rolle. Denn die eigentlichen revolutionären Neuerungen Rameaus bestanden im brillanten, geistsprühenden und oft unglaublich virtuosen Orchestersatz, besonders für die Streicher. Dies empfand man in Frankreich als italienisch, obwohl Rameau es auf eine ganz eigene Art machte, die stilistisch nicht viel mit der italienischen Musik zu tun hatte. Dazu kommt eine originelle, einfallsreiche und für seine Zeit gewagte Instrumentierung, mit häufig solistisch geführten Bläsern, besonders Traversflöten, Piccoloflöten, Oboen und Fagotten. Er war auch einer der ersten Komponisten, die die noch ganz neue Klarinette verwendeten, z. B. in Acanthe et Céphise (1751).

## Ehrungen
Der Asteroid (4734) Rameau wurde nach dem Komponisten benannt. Gleiches gilt für das Rameau Inlet, eine Bucht an der Küste der Alexander-I.-Insel in der Antarktis, und das darin befindliche Rameau-Schelfeis.

## Werke

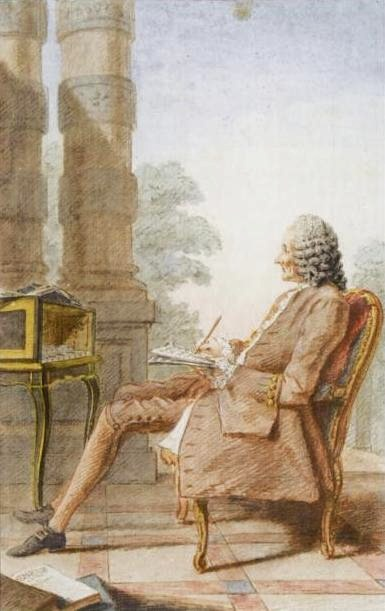
Rameau-Bildnis von Carmontelle, 1760

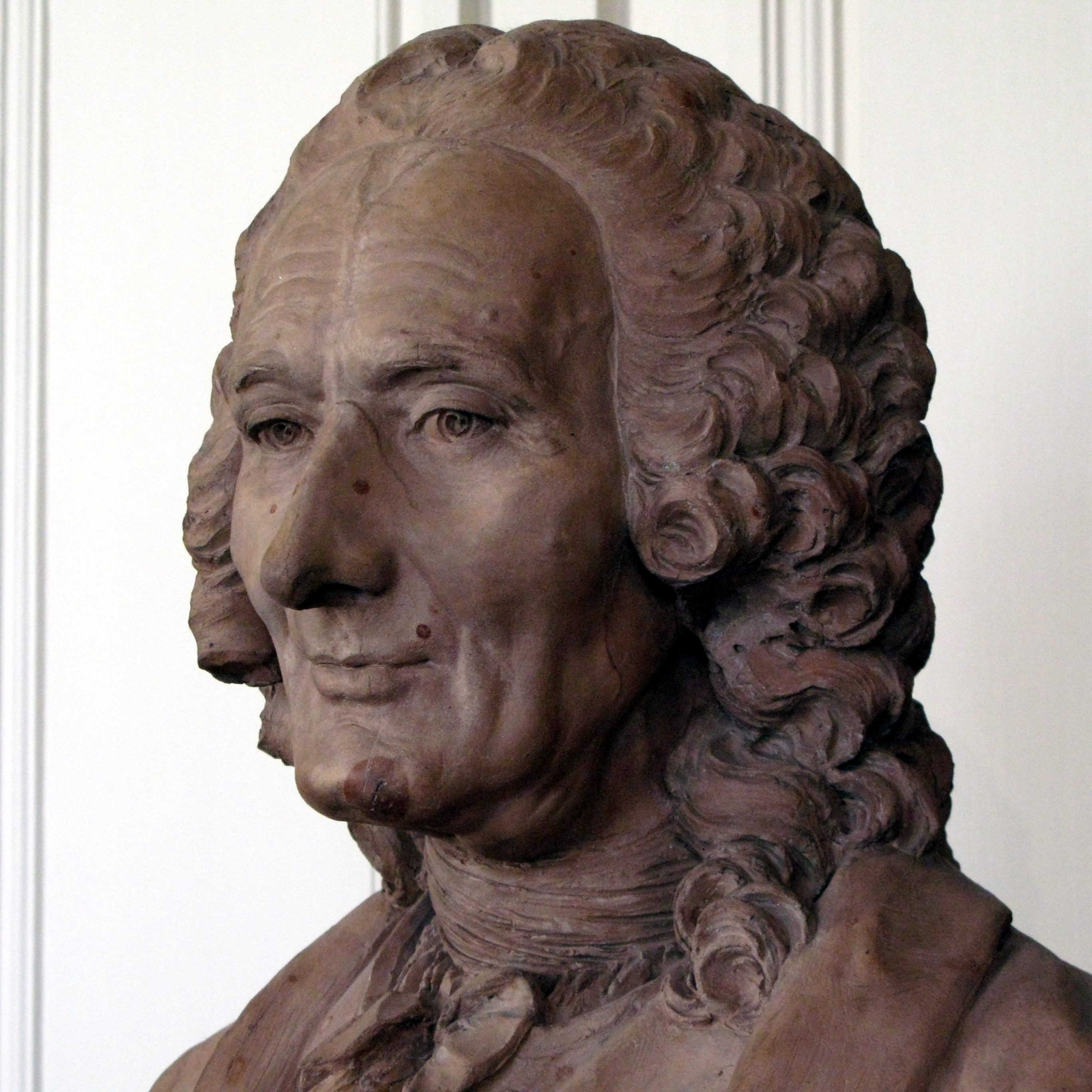
Rameau-Büste von Caffieri, 1760

### Cembalo- und Instrumentalwerke
- 3 Livres de pièces de clavecin (3 Bücher Cembalostücke, 1706, 1724, 1726/27)
  - Tambourinⓘ/?
- 5 Stücke aus Pièces de clavecin en concert (1741), Fassung für Cembalo solo.
- La Dauphine, einzelnes Cembalostück (1747).
- Pièces de clavecin en concert, avec un violon ou une flute,... (1741)

### Tragédie-lyriques (lyrische Tragödien)
Mit Jahr und Ort der Erstaufführung.
- Hippolyte et Aricie, UA: 1. Oktober 1733, Académie royale de musique, Paris
- Samson 1733 – Musik verloren
- Castor et Pollux 1737 Paris
- Dardanus 1739 Paris
- Zoroastre 1749 Paris
- Linus 1750, nicht aufgeführt – nur Stimme der 1. Violine erhalten
- Zoroastre 1756, 2. Fassung
- Les Boréades 21. Juli 1982 Aix-en-Provence

### Opéra-ballets (Ballettopern)
- Les Indes galantes 1735 Paris
- Les Fêtes d'Hébé 1739 Paris
- Les Fêtes de Polymnie 1745 Paris
- Le Temple de la Gloire (Der Siegestempel) 1745 Versailles
- Les fêtes de l'Hymen et de l'Amour oder Les Dieux d'Egypte 1747 Versailles
- Les surprises de l'Amour (Die Überraschungen des Amor) 1748 Versailles

### Comédie-ballets und Comédie lyriques (Lyrische Komödien)
- La Princesse de Navarre (Die Prinzessin von Navarra) 1745 Versailles
- Platée 1745 Versailles
- Le procureur dupé sans le savoir 1758/9 Paris
- Les Paladins 1760 Paris

### Pastorale-héroiques (Heroische Pastoralen)
- Zaïs 1748 Paris
- Naïs  1749 Paris
- Acanthe et Céphise 1751 Paris
- Daphnis et Eglé 1753 Fontainebleau
- Lysis et Délie 1753 – Musik verloren

### Acte de ballets (Ballett-Einakter)
- Les Fêtes de Ramire (1745)
- Pigmalion (1748)
- La naissance d'Osiris (Die Geburt des Osiris)
- La Guirlande (1751)
- Les Sybarites (1753)
- Anacréon (Libretto von Cahuzac) (1754)
- Anacréon (Libretto von Gentil-Bernard) (1757)
- Nélée et Myrthis
- Io
- Zéphyre

### Kantaten
- Les amants trahis (Die verratenen Liebhaber)
- L'impatience (Die Ungeduld)
- Aquilon et Orithie
- Orphée
- Thétis
- Le Berger Fidèle (Der brave Schäfer)

### Motetten
- Deus noster refugium
- Quam dilecta
- In convertendo
- Laboravi

### Theoretische Schriften (Auswahl)
- Traité de l’harmonie reduite à ses principes naturels, Paris 1722
- Nouveau système de musique théorique, Paris 1726
- Dissertation sur les différentes méthodes d’accompagnement pour le clavecin, ou pour l’orgue, Paris 1732
- Génération harmonique, ou Traité de musique théorique et pratique, Paris 1737
- Démonstration du principe de l’harmonie (mit D. Diderot), Paris 1750
- Nouvelles réflexions sur le principe sonore 1758–1759, MS, I-Bc
- Code de musique pratique, ou Méthodes pour apprendre la musique ... avec de nouvelles réflexions sur le principe sonore (mit F. Arnaud), Paris 1760

## Film
- Jean-Philippe Rameau – Meister der Barockmusik. (OT.: Jean-Philippe Rameau, le maître du baroque.) Dokumentarfilm, Frankreich, 2014, 92:12 Min., Buch und Regie: Olivier Simonnet, Produktion: Camera Lucida Productions, arte France, Erstsendung: 6. Juni 2015 bei arte.
 Musikalische Biographie von Rameau vor Originalschauplätzen, u. a. mit Sabine Devieilhe, Stéphane Degout, Karina Gauvin, Raphaël Pichon und Marc Minkowski.

### Online-Partituren
- Werke von Jean-Philippe Rameau beim Mutopia-Projekt
- Noten und Audiodateien von Rameau im International Music Score Library Project

| Personendaten    | Personendaten                                |
| ---------------- | -------------------------------------------- |
| NAME             | Rameau, Jean-Philippe                        |
| KURZBESCHREIBUNG | französischer Komponist und Musiktheoretiker |
| GEBURTSDATUM     | getauft 25. September 1683                   |
| GEBURTSORT       | Dijon                                        |
| STERBEDATUM      | 12. September 1764                           |
| STERBEORT        | Paris                                        |